# Nærøy
Nærøy là một đô thị ở hạt Trøndelag, Na Uy. Đô thị này thuộc vùng Namdalen. Thị trấn Kolvereid là trung tâm hành chính của đô thị này.
Nærøy đã được lập thành một đô thị ngày 1 tháng 1 năm 1838 (xem formannskapsdistrikt). Vikna đã được tách khỏi Nærøy vào ngày 1 tháng 7 năm 1869. Các đô thị Foldereid, Gravvik, và Kolvereid đã được sáp nhập với Nærøy vào ngày 1 tháng 1 năm 1964.

## Liên kết ngoài

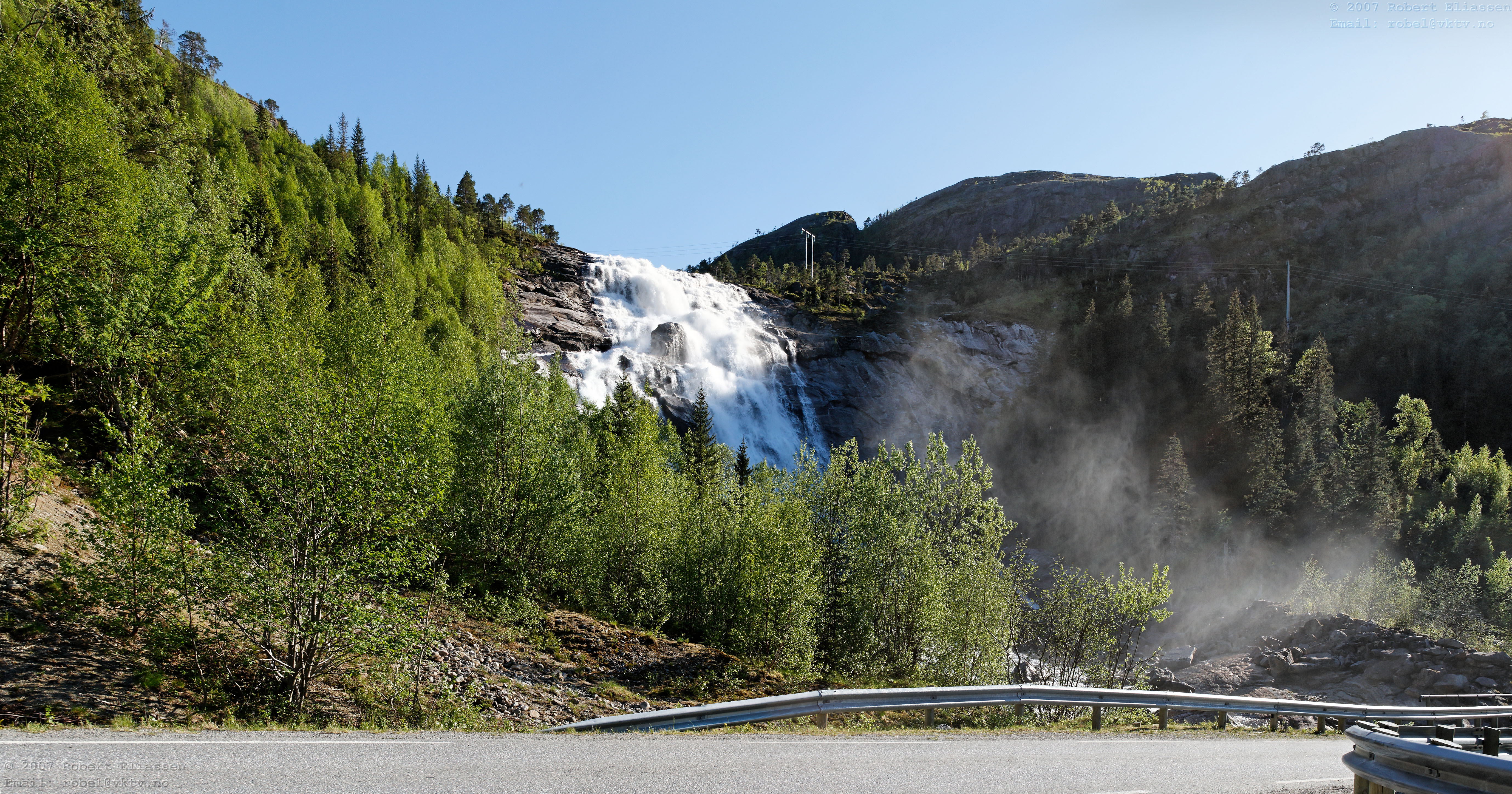
Thác nước Skrøyvstad ở Nærøy